# 潮汕文化
潮汕文化（潮州話白話字：Tiê-suaⁿ bûng-huè；潮州話拼音：Dio5 suan1 bhung5 huê3），是指粤東潮汕地區潮州民系所創造的的文化，屬於閩南文化的分支，包括方言、戲劇、音樂、舞蹈、工藝、民俗、建築、人文、飲食等方面。如潮州話、潮劇、潮州音樂、潮州歌册、英歌、潮绣、潮州木雕、潮汕善堂、潮州民居、潮州工夫茶、潮州菜等。已故潮安人、著名香港漢學家饒宗頤教授曾究心於潮汕文化，並大力提倡及推動其研究工作，研究潮汕人文的學術亦被稱為「潮學」。

## 傳統衣飾
- 水布
- 潮汕木屐

## 戲曲和音樂

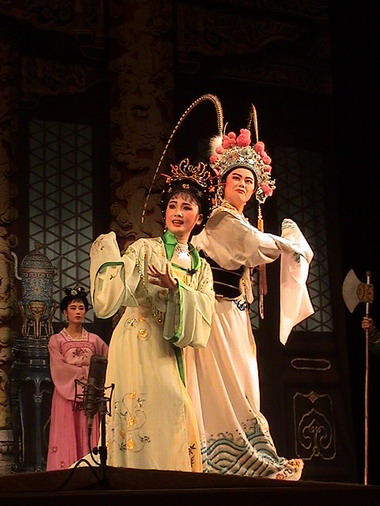
潮劇

- 潮劇：潮劇（潮州白字戲）形成於明朝，是中國最古老的地方劇種之一，屬元明南戲的一支，時稱為潮腔、潮調、泉潮雅調，為明代南戲五大聲腔之一。流行於廣東潮汕地區和閩南等地。

- 潮州音樂：潮州大鑼鼓、潮陽笛套、潮州詩樂樂、潮州細樂、潮州廟堂音樂、潮州漢調音樂
- 潮州鐵枝木偶戲
- 潮州歌册

## 工藝項目
- 潮绣
- 潮州木雕
- 潮州石雕
- 潮州抽纱
- 潮州剪纸
- 潮州陶瓷
- 潮州嵌瓷
- 潮州花燈

## 民俗歲時慶典

### 節日

#### 特有節日
- 十成節：在潮汕地區，十成節定於十月十五，人們會在那天祭拜五穀爺。當日家家不能煮生米[2]，農民會用米筒裝滿白米，貼一圈紅紙當作五穀神位祭拜。潮陽人則把神農像掛在神座上供奉。農民會用米粉、花生、油麻、黃豆等合製成各種象形的粿品如穀穗、尖擔粿、穀籮稞等，同三牲祭品擺在香案上敬拜[3]。

#### 除 夕（二九夜/三十夜）
潮汕人稱除夕為“年夜”或“大年廿九/三十”。這一天要祭祖，並撕下舊對聯，貼上新春聯和門神。祭拜的紙錢不能全部燒完，要留兩疊放著，象徵著給故去長輩（先人）的壓歲錢。

#### 春節
正月初一一早會祭拜天公（玉皇大帝），再來是祖先和各種神明，將除夕留給先祖，神明壓歲的紙錢在燒化掉，春節的文娛活動有英歌舞、營大鑼鼓、擎大標、布馬舞、舞龍、獅、鯉魚等。

#### 元宵節
元宵節當天每家每戶門楣上都要插上榕葉、竹枝，以保平安；慶元宵的活動有：營老爺（遊神繞境）、賞花燈、添燈、猜燈謎、拋錢擲彌勒佛等。

#### 伯公生
伯公生，農曆二月初二是伯公誕辰，會在土地伯公廟前搭台演戲（或放映潮劇）連演三晚。

#### 清明節
清明節要掃墓、壓墓紙（過春紙），舉行祭禮；並食用蒸朴籽粿和食潤餅。

#### 七夕（乞巧節）
潮汕民間把七夕這一天稱為「公婆母生」，潮汕人這一天有「拜公婆」的習俗。潮汕民間認為，公婆神（潮陽稱床腳婆，揭陽稱公婆母）是兒童的保護神，凡家中有15歲以下的小孩的人家都要在家中祭拜公婆神。並舉行出花園（成人禮）的儀式。

#### 七月半（中元節）
七月半中元，潮汕民間在自家門口擺上祭品、錢紙，祭畢燒錢紙、撒白米於地上，焚香禱祝，並把香插在房前屋後的地上。

#### 中秋節
中秋節在潮汕主要有三項活動：用芋頭祭祖、祭拜太陰星君（拜月娘）和燒塔。

#### 冬節
冬節要祭祀神明和祖先，上墳掃墓壓冬紙（過冬紙），食用甜糯米圓，表示大團圓。

## 舞蹈項目

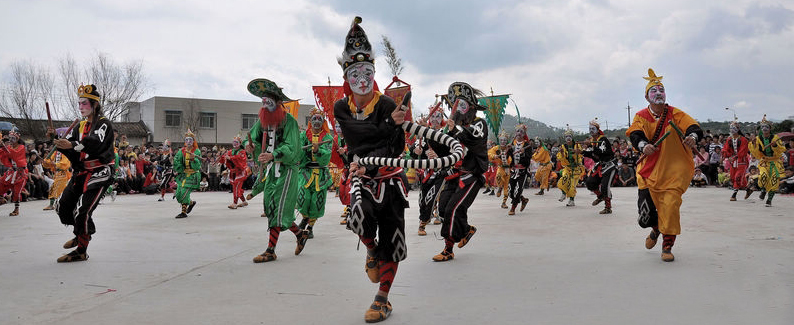
英歌

英歌起源於明代中期，一種糅合南派武術、戲劇等地方藝術為一體的中國民間廣場舞蹈，其他舞蹈包括雙鵝舞、鯉魚舞、澄海蜈蚣舞和饒平平布馬舞。

## 潮州民居
潮汕民系的建築特點鮮明，美學價值極高，為粵東的傳統民居建築，更是潮汕文化的重要組成得一部分。潮汕農村至今保留著唐宋世家聚族而居的傳統，其民居規模巨大，以宗祠家廟為中心，相連形成外部封閉而內部敞開的建築群體，發展出諸如「下山虎」、「百鳳朝陽 」、 「四點金」 、 「五間過」 、「駟馬拖車」 、 「百鳥朝凰」 等多樣的建築形式。民居建築大多以形像生動的名字來命名。代表性的潮汕民居群落如汕頭澄海的陳慈黌故居和東里寨等。

## 飲食文化

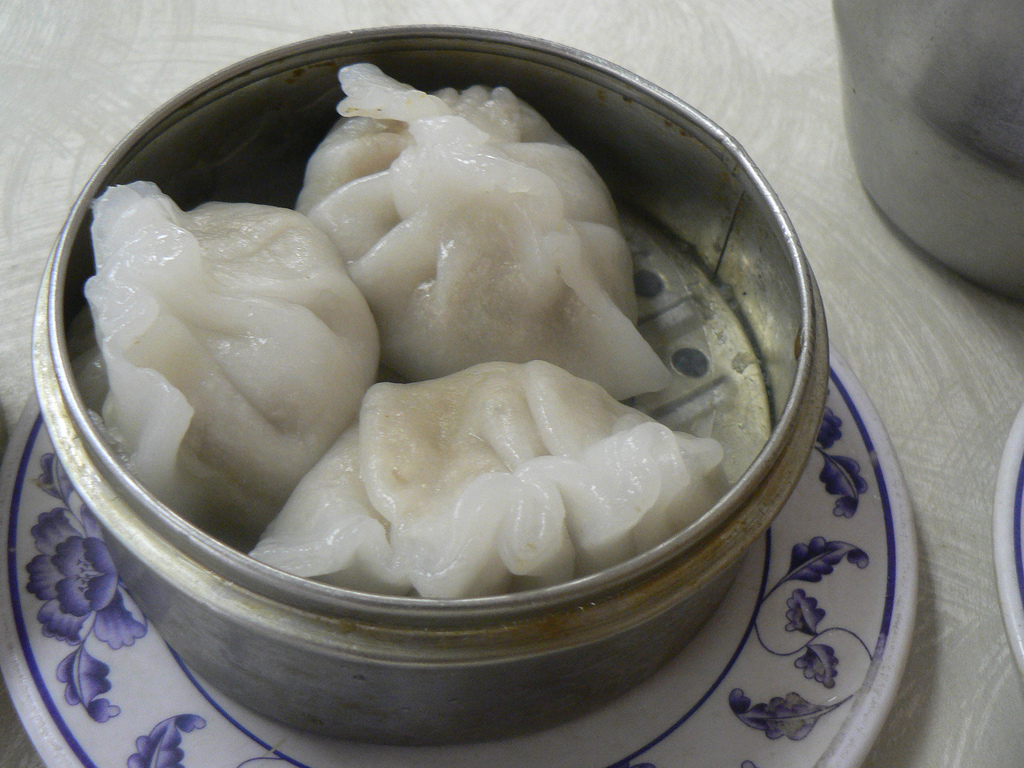
潮州粉粿

- 潮州菜
- 潮汕粥
- 潮汕夜粥
- 潮汕粿品
- 潮汕小吃
- 潮汕工夫茶

## 華僑文化
- 僑批

## 民間信仰
潮州人的傳統民間信仰非常豐富。除了三山國王等潮汕普遍信仰的神祇外，還有眾多的地方神祇，包括大峰祖師、風雨聖者、珍珠娘娘、媽祖、保生大帝、雙忠公、真君大帝、玄天上帝、神農大帝、註生娘娘、司命灶君、公婆母等等。每年新春到元宵期間都有「營老爺」（遊神繞境）的活動。

## 慈善文化
- 潮汕善堂

## 相关影视作品
- 1995年新加坡电视剧《潮州家族》
- 1997年香港电视剧《我来自潮州》
- 1999年中国大陆电视剧《家园》